# Argia subapicalis
Argia subapicalis е вид водно конче от семейство Coenagrionidae.

## Разпространение
Видът е разпространен в Боливия и Бразилия.